# Robert Richardson Sears
Robert Richardson Sears (Palo Alto, 31 agosto 1908 – Menlo Park, 22 maggio 1989) è stato uno psicologo statunitense.
Fu ricercatore dapprima all'Università di Yale, poi in Iowa e successivamente all'Università di Harvard e all'Università di Stanford.
Collaborò a Frustrazione ed aggressione (1939) e pubblicò nel 1943 l'importante Ricerca di studi obiettivi e concetti psicanalitici, derivata da anni di studi sperimentali.